# Ruyschstraat

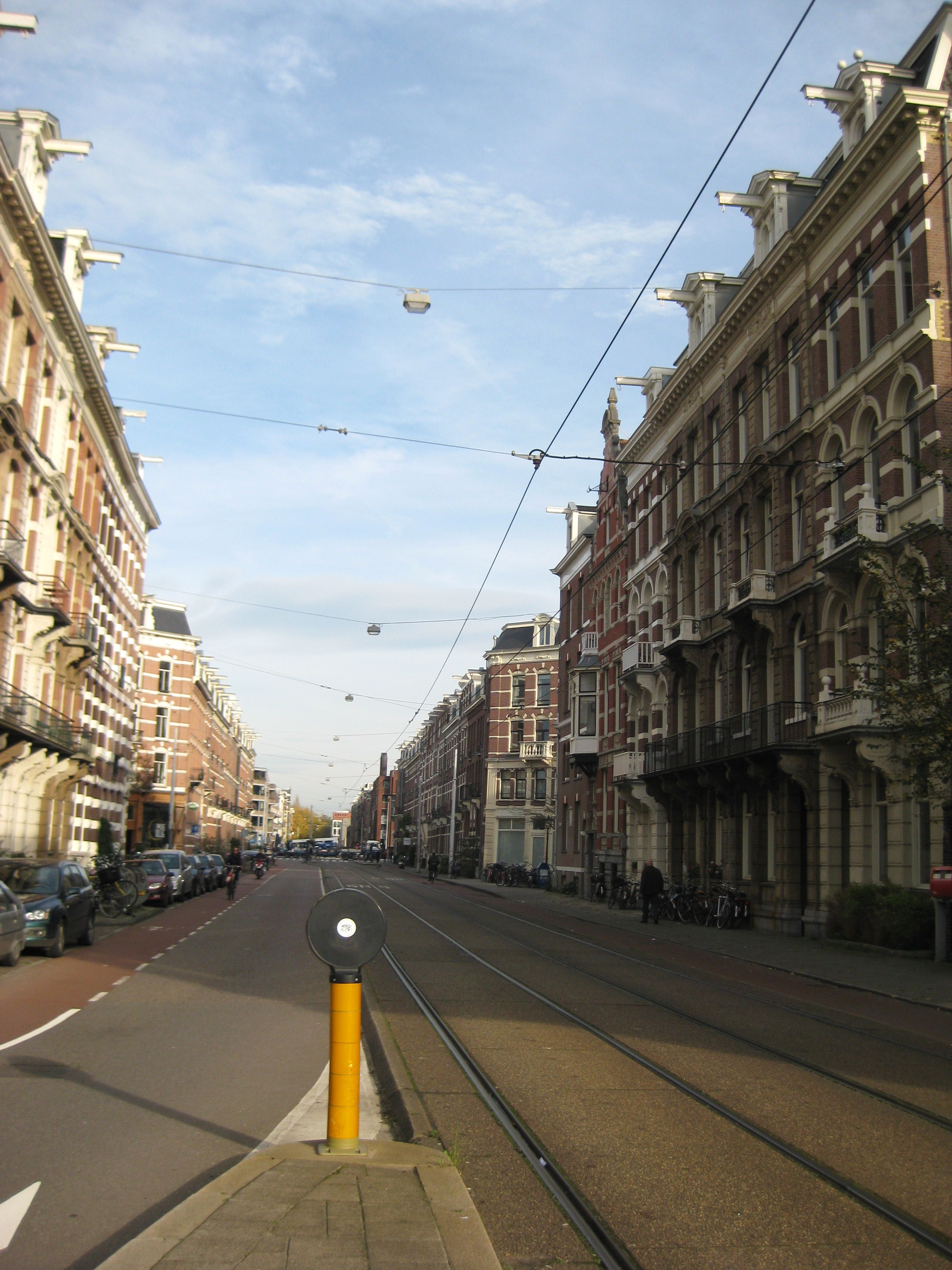
De Ruyschstraat met links en rechts de Spiegelpanden van Dolf van Gendt

De Ruyschstraat is een straat in Amsterdam-Oost. De straat verbindt de Ceintuurbaan met het bij het Oosterpark gelegen 's-Gravesandeplein. De straat begint bij de Weesperzijde aan de Amstel, waar ze via de Nieuwe Amstelbrug met stadsdeel Zuid is verbonden. De Ruyschstraat wordt gekruist door twee van de belangrijkste verkeersaders van Amsterdam, de Wibautstraat, voor autoverkeer en de Weesperzijde, voor fietsverkeer.
De straat is vernoemd naar de vermaarde Nederlandse anatoom, dierkundige en botanicus Frederik Ruysch (1638-1731). De eerdere naam is 3e Boerhaavestraat.
Bekend uit de Ruyschstraat zijn Hartog's Volkoren Bakkerij, een bakkerij die sinds 1896 louter volkorenbrood bakt, en Café de Draver, thuisbasis van het vermaarde Kleurrijk Elftal waarvan 15 leden omkwamen bij de SLM-ramp in 1989. Aan het einde van de straat, bij het 's-Gravesandeplein en Oosterpark, is de ingang Spoedeisende Hulp van het Onze Lieve Vrouwe Gasthuis. Tot 2015 was daartegenover een politiebureau gevestigd.

## Karakter
Het stuk tussen Weesperzijde en Wibautstraat wordt gekenmerkt door statige herenhuizen zoals de Spiegelpanden aan Ruyschstraat 3-9 en 4-10, twee blokken met elk vier woonhuizen uit 1884 ontworpen door en gebouwd onder leiding van de beroemde bouwmeester  A.L. van Gendt, die onder meer ook het Concertgebouw, de Stadsschouwburg en de om de hoek De Ysbreeker bouwde. Dit gedeelte is gerestaureerd nadat gemeenteplannen voor sloop en nieuwbouw in de jaren negentig van de vorige eeuw zijn tegengehouden door geëngageerde particuliere eigenaren en bewoners.
Als alternatief werd een overleg- en werkgroep opgericht waar eigenaren, huurders, bewoners en ambtenaren samen een nieuw beleid voor de panden en voor de buurt uitstippelden: behoud en herstel. Deze manier van werken geldt nu als voorbeeldproject in de aanpak van stadsvernieuwing. Het betekende een keerpunt in gemeentelijk beleid dat tot dan toe sloop en nieuwbouw als prioriteit had. 
De gevolgen van het oude beleid zijn te zien in het tweede stuk van de straat, tussen Wibautstraat en 's-Gravesandeplein. Hier staan kleinere panden en nieuwbouw. Veel 19e-eeuwse panden werden in de jaren zeventig bij de aanleg van de Oostlijn onder de Wibautstraat gesloopt, of in de jaren tachtig en negentig wegens achterstallig onderhoud afgebroken. De overgebleven panden met appartementen zijn in de periode 2002-2008 grondig gerenoveerd.

## Geschiedenis
De in zijn tijd internationaal befaamde innovatieve medicus Johann Georg Mezger (1838-1909), die beroemdheden als de Duitse kanselier Bismarck en keizerin Elisabeth van Oostenrijk in zijn praktijk in het Amstel Hotel behandelde, betrok in de 1870er jaren het hoekpand Ruyschstraat nummer 1, later huurde het hotel voor zijn patienten drie panden op de Weesperzijde, naast zijn woning.
Voor de Tweede Wereldoorlog hadden Ruyschstraat en Weesperzijde de bijnaam "gouden rand van de Joodse buurt". Verreweg het grootste deel van de Ruyschstraat werd door Joden bewoond. Het merendeel van hen (meer dan 1000 personen) is uit de straat afgevoerd naar concentratiekampen en daar door de Nazi's vermoord.
In mei 2010 was de Ruyschstraat onderdeel van het parcours voor de individuele tijdrit in de wielerwedstrijd Giro d'Italia die dat jaar in Amsterdam van start ging.

## Openbaar vervoer
Door de straat rijdt tramlijn 3, die er twee haltes heeft.